# Olearia astroloba
Olearia astroloba là một loài thực vật có hoa trong họ Cúc. Loài này được Lander & N.G.Walsh mô tả khoa học đầu tiên năm 1989.